# マルク・アルブレヒト
マルク・アルブレヒト（Marc Albrecht、1964年 - ）はドイツの指揮者。

## 経歴
1964年西ドイツニーダーザクセン州ハノーファー生まれ。父は指揮者のゲオルゲ・アレクサンダー・アルブレヒトであり、最初の音楽の手ほどきを父から受ける。クラウディオ・アバドが設立したグスタフ・マーラー・ユーゲント管弦楽団でアシスタントを務め、ハンブルク州立歌劇場でゲルト・アルブレヒトのアシスタントを務める。
1995年から2000年にかけてダルムシュタット歌劇場音楽監督を務める。そして、2001年から2004年にはベルリン・ドイツ・オペラの客演指揮者を務めた(演目は『影のない女』)。2005年からはストラスブール・フィルハーモニー管弦楽団の芸術監督を務め、2008年から2011年まで音楽監督を務める。2011年から2020年までオランダ国立歌劇場、ネーデルラント・フィルハーモニー管弦楽団首席指揮者を務める。後者とは数多くの商業録音を残した。2019 年には国際オペラ賞で年間最優秀指揮者の称号を獲得した。
ベルリン・フィルハーモニー管弦楽団、ウィーン・フィルハーモニー管弦楽団、ロイヤル・コンセルトヘボウ管弦楽団、ミュンヘン・フィルハーモニー管弦楽団、ドレスデン国立管弦楽団、フランス国立管弦楽団などに客演している。
日本国内での演奏活動では、NHK交響楽団、大阪フィルハーモニー交響楽団、東京フィルハーモニー交響楽団、新日本フィルハーモニー交響楽団、札幌交響楽団を指揮。

## 家族・親族
- 父：ゲオルゲ・アレクサンダー・アルブレヒトは指揮者。
- いとこ：ウルズラ・フォン・デア・ライエンは政治家。第13代欧州委員会委員長。